# Umberto D'Aloise
Pour les articles homonymes, voir Aloïse (homonymie).
 (décembre 2011).
Si vous disposez d'ouvrages ou d'articles de référence ou si vous connaissez des sites web de qualité traitant du thème abordé ici, merci de compléter l'article en donnant les références utiles à sa vérifiabilité et en les liant à la section « Notes et références ».
Umberto D'Aloise est un écrivain né à Annecy en 1957.
De culture française et italienne, nouvelliste et romancier, Umberto D'Aloise publie en 2000 son premier recueil intitulé Visages. En 2007, paraît Le Temps raccourci, un recueil de textes poétiques. En 2011, son second recueil de nouvelles, Esquisses, est publié chez L'Harmattan. En octobre 2014, un nouveau recueil de nouvelles intitulé Mélodies est publié chez le même éditeur. En mars 2017, sort un cinquième livre ; un roman cette fois. c'est Manhattan 1907 (éditions L'harmattan). En décembre 2020, Umberto D'Aloise publie le roman Ultime jazz-session aux éditions La main multiple.
Parallèlement à ses activités littéraires, Umberto D'Aloise est professeur des écoles spécialisé. Il est titulaire d'une maîtrise de lettres modernes. Diplômé de l'École normale de musique de Paris, il enseigne également la guitare classique.